# Anno 1602
Anno 1602 је видео игра развијена за рачунаре од стране аустријске компаније Max Design. У себи садржи елементе стратегије у реалном времену и изградње градова. Избачена је на тржиште 1998. године и прва је игра у серијалу Anno игара.

## Опис сценарија игре
Anno 1602 смешта играча у 17. век, време пионира, истраживача, трговаца и гусара. Циљ је основати насеље на ненасељеном острву, и подићи му степен развоја на што виши ниво. Фокус је на индустријском и културном развоју, док је војно ширење у другом плану. Веома битан сегмент игре је и трговина, која ће омогућити бржи развој и одржавање насеља.
У игри постоји осам сценарија предвиђених за једног играча, пет за играње преко мреже, као и 27 независних кампања.